# Omar Kingsley

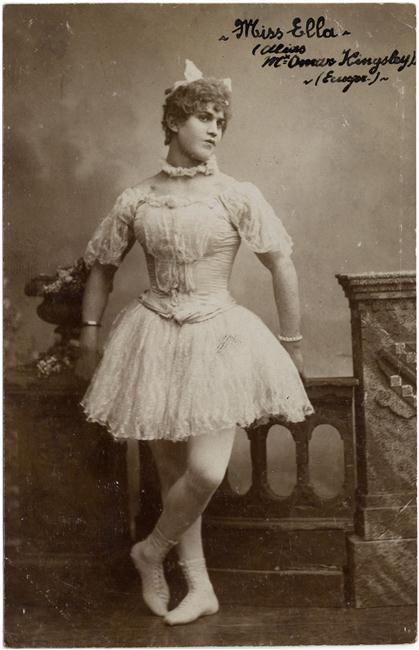
„Miss Ella“. Das Bild befindet sich im Musée des Civilisations de l’Europe et de la Méditerranée in Marseille

Omar oder Olmer oder Olmar Kingsley (* 1840 in St. Louis; † 3. April 1879 in Indien oder im 19. Jahrhundert in Cincinnati) war ein US-amerikanischer Kunstreiter, der jahrelang sein wahres Geschlecht geheim hielt und als Frau auftrat.

## Karriere
Kingsley schloss sich in jungen Jahren dem Unternehmer Spencer Q. Stokes an, der in Philadelphia einen Zirkus besaß. Über seine Herkunft wurden verschiedene Gerüchte in Umlauf gesetzt, unter anderem wurde die Version lanciert, er sei ein Zigeunerkind und der einzige Überlebende nach einem Schiffsuntergang vor Mexiko gewesen. Eine andere Version lautete, er sei ein Indianermädchen und habe seine Reitkünste bei den Apachen erworben, wieder eine andere ließ ihn als uneheliche Tochter eines reichen Türken in Mexiko landen, wo er als Sklavin verkauft worden sein sollte.
Stokes bildete ihn zum Kunstreiter aus und ließ ihn unter dem Künstlernamen Ella Zoyora oder Zoyara, oft auch nur als „Miss Ella“, auftreten; das wahre Geschlecht Kingsleys wurde verschwiegen. Kingsley begleitete Stokes nach Europa – seinen ersten Auftritt in Berlin hatte er 1854 – und auch nach Moskau. Mehrere Konkurrentinnen wie Kätchen Renz, Louise Loisset und Irma Monfroid traten in Wettstreit mit „Miss Ella“, deren Sprungserien durch Ballons oder papierbespannte Reifen aber nicht zu schlagen waren.

## Rezeption
Mit „Miss Ella“ wurde zeitweise ein regelrechter Kult getrieben: „Wer hat nicht von jenem „Miss“ Ella-Rummel  gehört, deren klangvoller Name Anfang der fünfziger Jahre des vorigen Jahrhunderts Europa durchbrauste, von dem Tamtam jener geheimnisvollen Ella Zoraya, die plötzlich als blutjunge, doch furiose Reiterin vor dem Publikum stand, die [...] geradezu einen Taumel der Begeisterung entfachte. Könige und Arbeiter huldigten ihr“, war 1910 in Das Artistentum und seine Geschichte zu lesen, und Stephanie Haerdle berichtet: „Es entsteht eine regelrechte Miß-Ella-Mode. Miß Ellas Frisur wird imitiert, ihre Art die Locken zu legen übernommen. Man trägt die Taille mit einem Posamenten-Besatz verziert als »Ella Taille«, kauft »Ella-Kämme«, »Ella-Fächer«, »Ella-Taschen« und »Ella-Bijouterieschmuck«.“
Es gab aber auch kritischere Stimmen: „Seit Barnum hat der Humbug unendliche Fortschritte gemacht. Man kann ihn jetzt schon in Rubriken theilen und seine einzelnen Abarten unterscheiden“, schrieb der Autor der Theater-Plaudereien, Band 1, im Jahr 1860 gallenbitter und führte dann unter der Kategorie „Kunst-Humbug“, direkt nach Kätchen Renz, die eine Entführung inszeniert habe, um auf sich aufmerksam zu machen, auch deren Konkurrenz auf: „Mr. Olmer Stokes, der als Miß Ella alle Welt entzückte, und dann plötzlich ein starkknochiger Junge geworden ist“.
In der Regel wurden die Auftritte Kingsleys aber offenbar enthusiastisch gefeiert: Mehrfach verliebten sich einflussreiche Persönlichkeiten in die vermeintliche junge Frau; aus Moskau mussten Kingsley und Stokes überstürzt abreisen, weil ein abgewiesener Liebhaber mit Mord drohte. Angeblich gehörte auch Vittorio Emanuele zu den Verehrern der falschen „Miss Ella“. Er überließ Kingsley einen prachtvollen Hengst für seine Vorführungen. Dieses Pferd verkaufte Kingsley später in Spanien weiter, als er sich in Geldnot befand.

## Aufdeckung
Zu Beginn der 1860er Jahre traten aufgrund der sich abzeichnenden männlichen Merkmale erste Zweifel auf, ob Zoyara überhaupt eine Frau sei.
Im April 1860, anlässlich der Auftritte an einem Broadway-Theater namens „Niblo’s Garden“ (das Theater bestand von 1823 bis 1895), erschien sein wahrer Name zusammen mit seinem weiblichen Künstlernamen auf den Plakaten. Als er sechs Monate später mit einer Zirkusmitarbeiterin namens Sally Stickney durchbrannte, verschwand auch Zoyara aus den Ankündigungen. Dies nährte die Zweifel. Nach seiner Hochzeit mit Stickney trat er dann – nunmehr getrennt von Stokes – abwechselnd in Frauen- und Männerkleidung auf und schlug aus den Gerüchten um sein wahres Geschlecht, wie auch der Anziehungskraft, die diese Frage mit sich brachte, noch ein oder zwei Jahre lang Kapital.
Er bereiste auch Australien und Asien.
Laut manchen Presseberichten starb Kingsley 1879 in Ostindien an den Pocken, anderen Berichten zufolge lebte er aber noch vier Jahre länger und starb in Cincinnati.

## Kingsley in der Kunst
Der Bildhauer Anton Lußmann schuf im Jahr 1886 eine Büste Kingsleys, die auf der Plinthe den Titel „Miss Ella“ trägt. Das in Bronze gegossene Kunstwerk zeigt Kingsley mit einer Jockeymütze und Lockenfrisur. Am Ausschnitt seines – mutmaßlichen – Kleides trägt er Nachbildungen eines Hufeisens und einer Reitgerte.
Der Künstlername „Miß Ella“ war Vorbild für die „Ella-Polka“ (op. 160, 1855) von Johann Strauss (Sohn).

## Ella-Zoyara-Klone
Shauna Vey legt in ihrem Aufsatz The Master and the Mademoiselle dar, dass die Idee der Ella Zoyara in den USA mehrfach kopiert wurde. Neben Omar Kingsley, der von Stokes gemanagt wurde und die Ur-Zoyara gewesen sei, gab es ihren Ausführungen nach noch mindestens vier weitere Darsteller – meist, aber nicht immer, männlichen Geschlechts – dieser Figur. Im Einzelnen, so führt Vey aus, seien diesen Ella Zoyaras unterschiedliche Biographien zugeschrieben worden, immer aber sei ihr Auftreten „problematized around gender“ gewesen, habe also mit der Geschlechterrolle zu tun gehabt. Um Kingsleys wahres Geschlecht hätten sich längere Zeit Gerüchte gehalten, ehe der Manager am 28. Januar 1860 den Spekulationen selbst ein Ende gesetzt habe. Die Besonderheit Kingsleys gegenüber anderen männlichen Frauendarstellern sei gewesen, dass er eine atypisch „starke“ Frau verkörpert habe. Einigermaßen abweichend von den Reaktionen der europäischen Rezipienten kommt Vey für das amerikanische Publikum zu dem Schluss: „Zoyara transgressed the limits of audience expectations by violating the perceived conventions of both genre and feminity [...] So, although Zoyara's performances sold tickets, Kingsley and his imitators were never accorded the adulation of the - primarily male - press. Master Eugene [ein Frauendarsteller, der „typisch weiblich“ agiert haben soll] remained the master.“

## Geschlechterwechsel im Zirkus und seine Rezeption
Kingsley war also nicht der einzige Zirkusartist, der unter falschem Geschlecht auftrat, wurde aber dadurch offenbar so bekannt, dass im ADB-Artikel über Emile Mario Vacano der Begriff „Miss Ella“-thum  für dessen Auftritte als Kunstreiterin verwendet wurde.
Ein Zeitgenosse Kingsleys war „Mademoiselle Lulu“, eine eigentlich männliche Trapezkünstlerin aus der Farini-Truppe. Und die Schlangentänzerin Voodoo wurde eines Tages, wie in der Zeitschrift Der Artist zu lesen war, in ihrer „Eigenschaft als Masculinum zum Militär, Infanterie, ausgehoben“. Dass solche Geschlechterwechsel zu Kingsleys Zeiten durchaus an der Tagesordnung waren, weist auch Jennifer Forrest in ihrem Aufsatz Cocteau au cirque nach und beschäftigt sich mit den Nachwirkungen dieser Erscheinung in Kunst und Literatur. Dem Zirkus des 19. Jahrhunderts bescheinigt sie eine „playful tradition“ und weit verbreitetes „toying with race and gender“, wobei sie auch Kingsleys Auftritte als „Miss Ella“ als Beispiele anführt.